# Suriya Kupalang
Suriya Kupalang (* 21. März 1988 in Nakhon Pathom) ist ein thailändischer Fußballspieler.

## Karriere
Suriya Kupalang stand von 2013 bis Mitte 2015 beim TOT SC (Telephone Organization of Thailand) unter Vertrag. Wo er vorher gespielt hat, ist unbekannt. Der Verein aus der thailändischen Hauptstadt Bangkok spielte in der ersten Liga des Landes, der Thai Premier League. Für den TOT SC absolvierte er 68 Erstligaspiele. Die Rückserie 2015 stand er beim Ligakonkurrenten Nakhon Ratchasima FC in Nakhon Ratchasima unter Vertrag. Hier absolvierte er ein Erstligaspiel. 2016 unterschrieb er einen Vertrag beim ebenfalls in der ersten Liga spielenden Super Power Samut Prakan FC in Samut Prakan. Für Super Power stand er einmal in der Thai League auf dem Spielfeld. Nach der Hinserie wechselte er zum Samut Sakhon FC. Mit dem Klub aus Samut Sakhon spielte er in der dritten Liga, der damaligen Regional League Division 2. Hier trat man in der Western Region an. Am Ende der Saison wurde er mit Samut Meister der Region. Nach der Ligareform 2017 spielte der Verein in der Thai League 3. Hier wurde man der Lower Region zugeteilt. 2017 wurde er mit Samut Meister der Lower Region und stieg in die zweite Liga auf. Mit Samut spielte er noch ein Jahr in der zweiten Liga. Seit Anfang 2019 ist er vertrags- und vereinslos.

## Erfolge
Samut Sakhon FC
- Regional League Division 2 – West: 2016
- Thai League 3 – Lower: 2017  ▲